# ساحل چمخاله
ساحل چمخاله سومین آلبوم سعید مدرس و اولین آلبوم رسمی او می‌باشد که در اسفند سال ۱۳۹۲ منتشر شد. این آلبوم شامل ۱۱ قطعه است و آهنگسازی و تنظیم تمام قطعات را سعید مدرس بر عهده داشته است. ترانه‌های این آلبوم را رویا شکیب، علیرضا عبداللهی و نیلوفر لاری‌پور سروده‌اند. همچنین بابک ریاحی‌پور نیز در نوازندگی گیتار باس یکی از قطعات همکاری داشته است.

## ترانه‌های آلبوم
| نام ترانه      | ترانه‌سرا        | آهنگساز و تنظیم‌کننده | زمان |
| -------------- | --------------- | -------------------- | ---- |
| «ساحل چمخاله»  | رویا شکیب       | سعید مدرس            | ۳:۴۷ |
| «عاشق که باشی» | علیرضا عبداللهی | سعید مدرس            | ۳:۱۱ |
| «مثلث برمودا»  | رویا شکیب       | سعید مدرس            | ۳:۴۳ |
| «بارون یک‌ریز»  | نیلوفر لاری‌پور  | سعید مدرس            | ۳:۳۲ |
| «تبانی»        | رویا شکیب       | سعید مدرس            | ۳:۳۳ |
| «برو»          | علیرضا عبداللهی | سعید مدرس            | ۴:۰۲ |
| «بهونه بارون»  | رویا شکیب       | سعید مدرس            | ۴:۰۷ |
| «زندگی زیباست» | علیرضا عبداللهی | سعید مدرس            | ۳:۴۸ |
| «عیبی نداره»   | علیرضا عبداللهی | سعید مدرس            | ۳:۳۱ |
| «نه دیگه»      | رویا شکیب       | سعید مدرس            | ۳:۰۶ |
| «پایان دنیا»   | رویا شکیب       | سعید مدرس            | ۳:۳۰ |